# Macrauzata
Macrauzata is een geslacht van vlinders van de familie eenstaartjes (Drepanidae), uit de onderfamilie Drepaninae.

## Soorten
- M. fenestraria Moore, 1867
- M. maxima Inoue, 1960
- M. minor Okano, 1959
- M. submontana Holloway, 1976